# Népal aux Jeux olympiques d'hiver de 2010
Cet article contient des informations sur la participation et les résultats du Népal aux Jeux olympiques d'hiver de 2010, qui ont eu lieu à Vancouver au Canada. Le Népal était représenté par deux athlètes.

## Cérémonies d'ouverture et de clôture

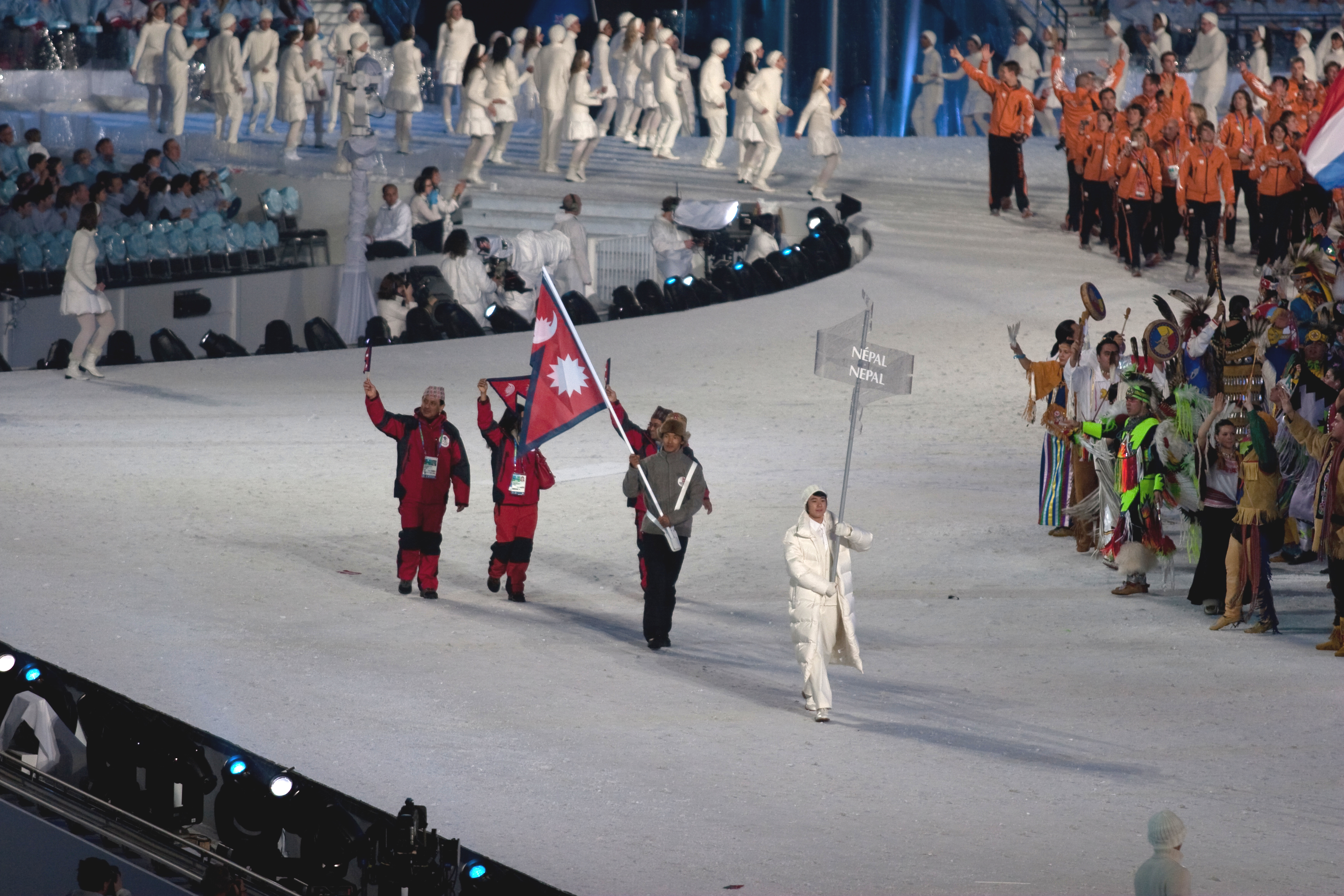
Entrée de la délégation népalaise à la cérémonie d'ouverture

Le Népal fait partie des dix-huit pays d'Asie participant à ces Jeux. La cérémonie d'ouverture est dédiée au lugeur géorgien Nodar Kumaritashvili, mort la veille à la suite d'une sortie de piste lors d'une session d'entraînement. Comme cela est de coutume, la Grèce, berceau des Jeux olympiques et qui accueillit les premiers Jeux de l'ère moderne en 1896, ouvre le défilé des nations. Le Canada, qui est le pays hôte, ferme la marche, les autres nations défilant par ordre alphabétique. Le Népal est ainsi la 56e des 82 délégations, après le Monténégro et avant les Pays-Bas à entrer dans le BC Place Stadium de Vancouver. Le porte-drapeau du pays est le fondeur Dawa Dachhiri Sherpa.
Lors de la cérémonie de clôture qui se déroule également au BC Place Stadium, les porte-drapeaux des différentes délégations entrent ensemble dans le stade olympique et forment un cercle autour du chaudron abritant la flamme olympique. Le drapeau du Népal est de nouveau porté par Dawa Dachhiri Sherpa. 

## Ski alpin
- Kumar-Dhakal Shyam

## Ski de fond
| Athlète              | Épreuve     | Temps         | Rang |
| -------------------- | ----------- | ------------- | ---- |
| Dawa Daichiri Sherpa | 15 km libre | 44 min 26 s 5 | 92e  |

## Diffusion des Jeux au Népal
Les Népalais peuvent suivre les épreuves olympiques en regardant en clair la chaîne nationale NTV, mais également sur le câble et le satellite grâce au réseau ESPN Star Sports.